# Favolaschia alsophilae
Favolaschia alsophilae är en svampart som beskrevs av Singer 1974. Favolaschia alsophilae ingår i släktet Favolaschia och familjen Mycenaceae.   Inga underarter finns listade i Catalogue of Life.